# Lennart Alsén
Sven Lennart Alsén, född 6 februari 1937 i Ronneby församling i Blekinge län, död 12 maj 2013 i Kristianopels församling i Blekinge län, var en svensk skolledare och politiker (folkpartist).
Lennart Alsén, som var son till en ingenjör, tog folkskollärarexamen 1958, ämneslärarexamen 1964 och verkade bland annat som studierektor 1979–1992 och rektor från 1993. Han var kommunpolitiker i Jämjö kommun fram till 1973 och därefter i den sammanslagna Karlskrona kommun.
Han var riksdagsledamot för Blekinge läns valkrets 1985–1988. I riksdagen var han bland annat suppleant i socialutskottet 1985–1988. Han var främst engagerad i regionalpolitik och miljöfrågor.
1957-1959 spelade Alsén allsvensk handboll i IFK Kristianstad. Han tävlade även i friidrott för KFUM Kristianstad.